# Інуяма

Інуя́ма (яп. 犬山市, いぬやまし, МФА: [inujama ɕi̥]?) — місто в Японії, в префектурі Айті. Розташоване в північно-західній частині префектури, на сході рівнини Міно-Оварі, на березі річки Кісо.   Виникло на основі призамкового містечка самурайського роду Нарісе. Отримало статус міста 1954 року. Площа становить 74,97 км². Станом на 1 серпня 2011 року населення складало 75 182  осіб, густота населення — 1000 осіб/км².  Основою економіки є сільське господарство, садівництво, машинобудування, харчова промисловість, комерція.  В місті розташовані замок Інуяма, музей просто неба «Село Мейдзі», Інститут вивчення приматів Кіотського університету. 